# Al-Chartum Bahri

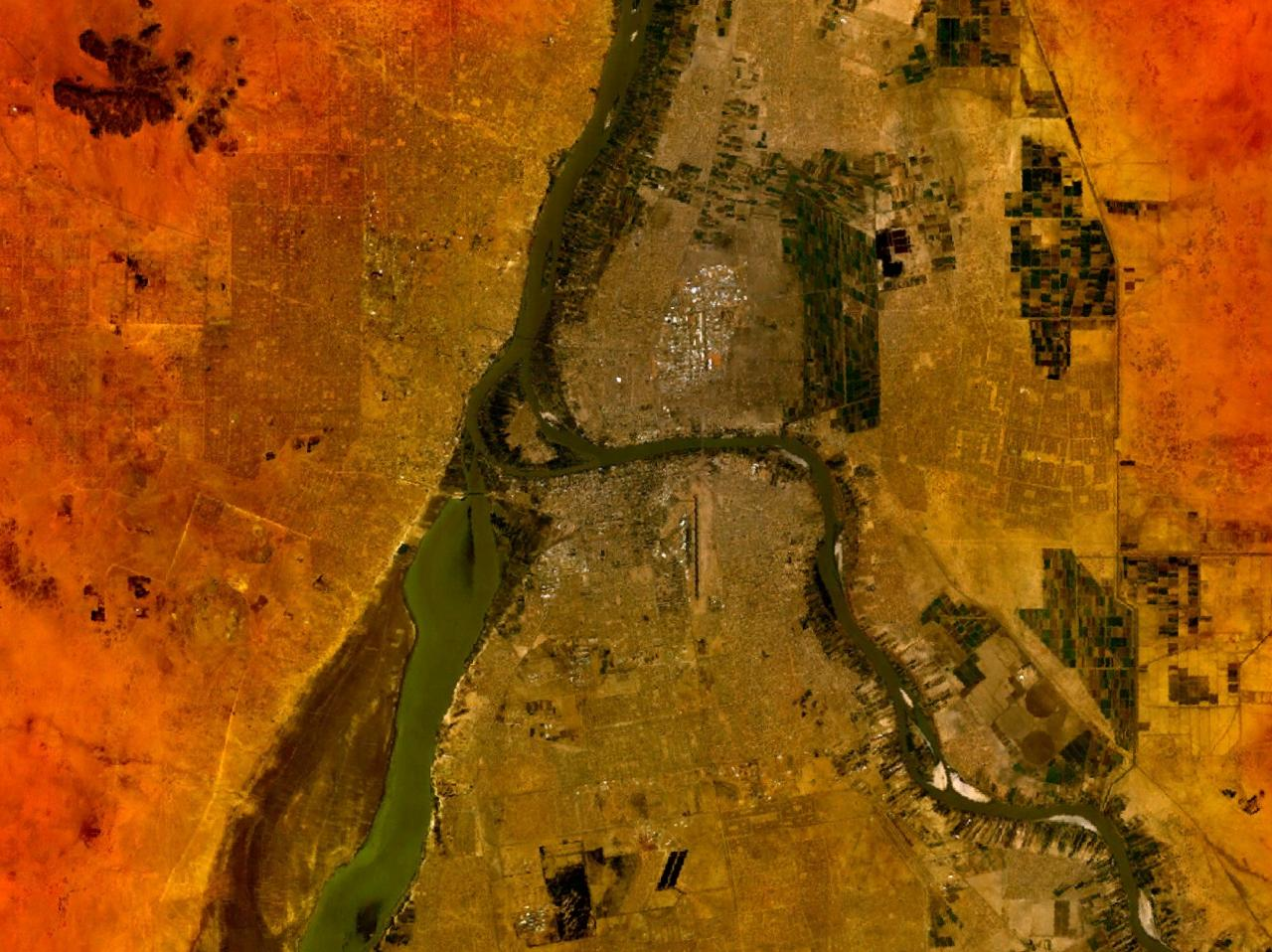
Satellitenbild der drei Städte mit Khartum im Süden, Omdurman im Westen und al-Chartum Bahri im Norden. Am Zusammenfluss von Weißem Nil (links) und Blauem Nil (rechts) die Tuti-Insel (Mitte).

Al-Chartum Bahri (arabisch الخرطوم بحري al-Chartūm Bahrī, DMG al-Charṭūm Baḥrī ‚Khartum Nord‘; Alternativschreibung Khartoum Bahri oder kurz Bahri) ist eine Stadt im Sudan und bildet mit den Städten Khartum und Omdurman eine Dreistadt am Zusammenfluss von Weißem Nil und Blauem Nil.

## Stadtbild
Die Stadt ist grob durch die in Nord-Süd-Richtung verlaufende Eisenbahnlinie unterteilt. An ihr liegt der einzige Bahnhof der drei Städte. Westlich der Bahnlinie befindet sich in Ufernähe entlang des Blauen Nil ein Geschäftsviertel, das weiter nördlich in ein gemischtes Wohngebiet übergeht. An dem der Tuti-Insel gegenüberliegenden Flussufer im Südwesten zieht sich ein Streifen landwirtschaftlicher Anbauflächen entlang bis zur Brücke nach Omdurman. Im Süden liegt im Stadtteil Hilat Khogali Maghabat Khogali, der größte Friedhof der Stadt mit einem Heiligengrab des gleichnamigen Scheichs. Khogali bin Abdar-Rahman († 1743) lebte auf der Tuti-Insel und predigte die Sufi-Lehren des Schādhilīya-Ordens.
Östlich des Bahngleises erstreckt sich ein großes Industriegebiet mit Schwerindustrie um das Gebiet al-Shifa (Asch-Schifa). Nach Norden ufert al-Chartum Bahri kilometerweit in informellen Wohngebieten aus. Die Stadt verfügt über keine Sehenswürdigkeiten.

## Bevölkerung
Al-Chartum Bahri hat 904.170 Einwohner (Berechnung 2010) und damit eine geringere Einwohnerzahl als die anderen beiden Städte.
Bevölkerungsentwicklung:
| Jahr              | Einwohner |
| ----------------- | --------- |
| 1956 (k. A.)      | 39.100    |
| 1973 (Zensus)     | 150.989   |
| 1983 (Zensus)     | 341.155   |
| 1993 (Zensus)     | 700.887   |
| 2010 (Berechnung) | 904.170   |

## Geschichte
Die ursprüngliche Siedlung war die größte im Gebiet des Nilmündungsgebiets, bevor die Ägypter in den 1820er Jahren Khartum als Militärgarnison und Verwaltungszentrum errichteten und später auch Omdurman Bahri an Bedeutung überflügelte. Als südlicher Endpunkt der 1899 fertiggestellten Sudan Military Railroad wurde der Blaue Nil 1910 überbrückt und die Strecke bis nach Sannar verlängert, aber Bahri diente weiterhin als zentraler Bahnhof und Rangierbahnhof. In der Zeit nach der Unabhängigkeit des Sudans erlebte al-Chartum Bahri als Teil der Metropolregion Khartum ein rasantes und weitgehend ohne Stadtplanung erfolgtes Wachstum.
Am 20. August 1998 wurde durch die Clinton-Regierung der USA die Bombardierung der Asch-Schifa-Arzneimittelfabrik im Administrationsbereich der Stadt al-Chartum Bahri veranlasst, da der Verdacht bestand, dort würden Komponenten für Chemiewaffen produziert.
Im Krieg im Sudan ab 2023 waren al-Chartum Bahri und seine Industrieanlagen schwer umkämpft. Nachdem zuerst die Rapid Support Forces die Stadt einnehmen konnten, wurde sie Anfang 2025 nach schweren Kämpfen wieder von den Sudanesischen Streitkräften zurückerobert.

## Infrastruktur
- Brücken: Al-Mak-Nimr-Brücke, An-Nil-al-azraq-Brücke, Kubir-Brücke, Schambat-Brücke